# 현지지도
현지지도(現地指導)는 조선민주주의인민공화국에서, 최고 지도자가 군대, 공장, 기업소, 협동농장, 기관 등의 현장에 직접 찾아가서 하는 특유의 정책지도 방법을 의미한다. 조선중앙텔레비죤, 우리민족끼리와 같이 조선민주주의인민공화국의 TV, 라디오, 언론, 사이트 등 각종 매체에서 등장하는 표현이다. 현지지도에는 형편이 어떤지 알아보는 료해(표준어: 요해) 과정이 포함되기도 한다.